# Laser dentaire YAP
Un Laser dentaire YAP est un laser adapté à la dentisterie conservatrice. Son cristal de type Nd:YAP est un pérovskite d'yttrium et d'aluminium YAlO3 dopé au néodyme.

## Histoire

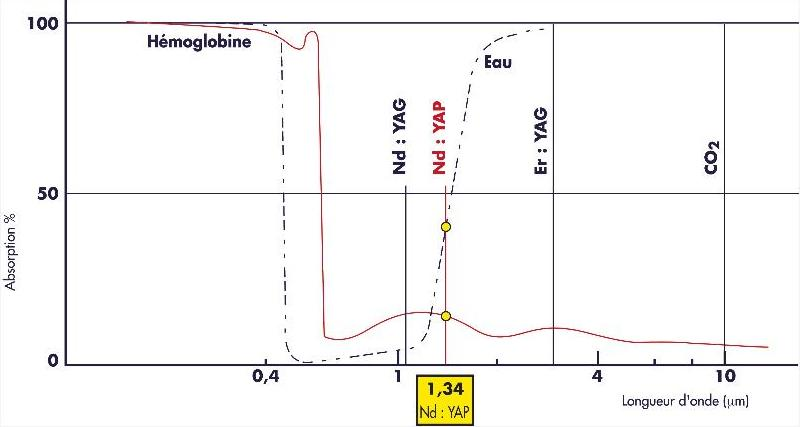
Courbe d'absorption

Dans les années 1970 le cristal Nd:YAG a été étudié. Les longueurs d'onde d'émission sont principalement de 1,06 µm et de 1,32 µm. L'utilisation du 1,06 µm permet une bonne absorption par l'hémoglobine mais une mauvaise absorption par l'eau. 
Plus tard dans les années 1980, l'utilisation de la longueur d'onde 1,32 µm fut développée et démontra une absorption de l'eau dix fois supérieure au YAG 1,06 µm. 
Les rendements trop faibles d'un YAG 1,32 µm ont conduit certains laboratoires à travailler sur un cristal proche du Nd:YAG : le Nd:YAP.
Les longueurs d'onde du Nd:YAP sont principalement le 1,08 µm et le 1 341 nm. La longueur d'onde de 1 341 nm fournit des rendements bien supérieurs au YAG 1,32 µm, une bonne absorption dans l'hémoglobine et une absorption dans l'eau de vingt fois supérieure au YAG 1,06 µm. 
En 1994 le premier laser dentaire YAP 1 341 nm est apparu (brevets de la société Brainstorming.

## Propriétés physiques et chimiques

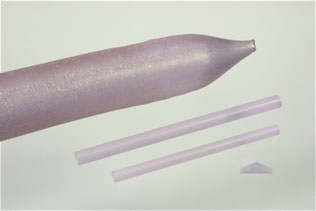
Cristal Nd:YAP

| Formule                               | YAlO3                          | YAlO3                          | YAlO3                          | YAlO3                          | YAlO3                          | YAlO3                          |
| Hôte                                  | Pérovskite d'Yttrium-Aluminium | Pérovskite d'Yttrium-Aluminium | Pérovskite d'Yttrium-Aluminium | Pérovskite d'Yttrium-Aluminium | Pérovskite d'Yttrium-Aluminium | Pérovskite d'Yttrium-Aluminium |
| Dopant                                | Nd3+ (néodyme)                 | Nd3+ (néodyme)                 | Nd3+ (néodyme)                 | Nd3+ (néodyme)                 | Nd3+ (néodyme)                 | Nd3+ (néodyme)                 |
| Structure du cristal                  | orthorhombique                 | orthorhombique                 | orthorhombique                 | orthorhombique                 | orthorhombique                 | orthorhombique                 |
| Conduction thermique                  | 0.11 W/cmK                     | 0.11 W/cmK                     | 0.11 W/cmK                     | 0.11 W/cmK                     | 0.11 W/cmK                     | 0.11 W/cmK                     |
| Densité                               | 5,35 g cm−3                    | 5,35 g cm−3                    | 5,35 g cm−3                    | 5,35 g cm−3                    | 5,35 g cm−3                    | 5,35 g cm−3                    |
| Dureté                                | 8.5                            | 8.5                            | 8.5                            | 8.5                            | 8.5                            | 8.5                            |
| Durée de fluorescence (1%Nd)          | 170 µs                         | 170 µs                         | 170 µs                         | 170 µs                         | 170 µs                         | 170 µs                         |
| Dispersion linéaire (dn/dT) [10-6K-1] | 9.7(na)                        | 9.7(na)                        | 9.7(na)                        | 9.7(na)                        | 9.7(na)                        | 9.7(na)                        |
| Mailles élémentaires                  | a                              | a                              | b                              | b                              | c                              | c                              |
| Dimensions des mailles élémentaires   | 0,518 nm                       | 0,518 nm                       | 0,731 nm                       | 0,731 nm                       | 0,736 nm                       | 0,736 nm                       |
| Index de réfraction (1,06 µm)         | 1.914                          | 1.914                          | 1.925                          | 1.925                          | 1.940                          | 1.940                          |
| Coefficient de dilatation thermique   | 9.5x10-6/K                     | 9.5x10-6/K                     | 4.3x10-6/K                     | 4.3x10-6/K                     | 10.8x10-6/K                    | 10.8x10-6/K                    |
| Longueur d'onde laser                 | 4F3/2➜4I9/2                    | 930 nm                         | 4F3/2➜4I11/2                   | 1 079 nm                       | 4F3/2➜4I13/2                   | 1 341 nm                       |

## Principe

Principe de fonctionnement du laser : 1 - Cristal Nd-YAP 2 - énergie de pompage 3 - miroir totalement réfléchissant 4 - miroir semi-réfléchissant 5 - faisceau laser

Le cristal Nd:YAP est pompé par diode ou plus souvent par lampe flash. Étant donné qu'il y a plusieurs longueurs d'onde, le miroir semi-réfléchissant possède un traitement de filtrage permettant de ne laisser passer que la longueur d'onde de 1 341 nm.
Un laser Nd:YAP possédant une longueur d'onde de 1,34 µm a pour effet d'être très bien absorbé par l'eau et l'hémoglobine. En conséquence, plus les tissus contiennent de l'eau plus le laser est efficace. Le plus souvent le YAP est fibré, en effet il permet d'atteindre les foyers infectieux de la bouche et les traiter localement en conservant le plus de tissus possible.
Les couleurs foncées absorbant très bien la lumière et le laser étant le plus souvent pulsé, il est possible de photo-vaporiser les parties noires de la dentine en quelques centaines de micro-secondes sans en endommager les parties blanches.

## Avantages
- Bien absorbé dans l'hémoglobine : Le laser Nd:YAP permet dans toutes les situations de traitement, de contrôler les saignements grâce à son action hémostatique.
- Bien absorbé dans l'eau : Le laser Nd:YAP permet la photo-vaporisation des tissus mous de façon précise et sans saignement.
- Sa grande efficacité sur le nickel et le titane permet l'éviction d'un instrument fracturé dans un canal par exemple.
- Les fortes puissances crêtes permettent de vaporiser des tissus sans échauffement.
- Cette longueur d'onde permet d'avoir un laser fibré, avec des fibres allant jusqu'à 200 µm et offre donc la possibilité de traiter les canaux les plus fins ou encore les poches parodontales.
- Le confort des patients est amélioré : Les anesthésies peuvent souvent être évitées et les douleurs ou engourdissements post-opératoires sont souvent éliminés.

## Applications
Endodontie
- Descellement de tenon
- Reprise de traitement
- Élimination d'instrument fracturé
- Activation des solutions d'irrigation
- Contrôle de l'hémostase en biopulpectomie
- Coiffage direct
- Contrôle de l'hémostase dans les pulpotomies

Parodontologie, implantologie
- Traitement des péri-implantites
- Stérilisation de fistule
- Contrôle de l'hémostase en biopulpectomie
- Freinectomie
- Gingivectomie & Gingivoplastie
- Traitement des poches

Exérèse de lésions buccales
- Biostimulation en soins post chirurgicaux des tissus durs et mous en chirurgie buccale
- Traitement des aphtes
- Epulis / Désopperculation

Divers
- Dentisterie conservatrice : Désensibilisation de collet
- Prothèses fixes : Préparation gingivale avant empreinte
- Éclaircissement des dents dévitalisées
- Test de vitalité.